# Kapgang (film fra 2014)
Kapgang er en dansk dramafilm som fik dansk biografpremiere 28. august 2014. Filmen er instrueret af Niels Arden Oplev og er baseret på Morten Kirkskovs roman af samme navn.

## Plot
Året er 1976, og 14-årige Martin står overfor at skulle konfirmeres, da hans mor dør af kræft. Ugerne op til konfirmationen er svær og turbulent, da Martins far og storbror er meget ked af det, så Martin må prøve at holde sammen på familien. Derudover er han blevet forelsket i Kristine og lidt i sin bedste ven Kim.

## Medvirkende
- Villads Bøye som Martin
- Frederik Winther Rasmussen som Kim
- Kraka Donslund Nielsen som Kristine
- Anders W. Berthelsen som Hans, Martins far
- Sidse Babett Knudsen som Lizzie
- Pilou Asbæk som Onkel Kristian
- Bodil Lassen som Mormor
- Kurt Ravn som Morfar
- Jens Jørn Spottag som Sten Koch
- Jakob Lohmann, Rolf
- Anette Støvelbæk som Mona, damefrisør
- Steen Stig Lommer som kapgangslærer
- Stine Stengade som Maya
- Anne Louise Hassing som Helle Friis
- David Dencik
- Lise Baastrup
- Kristian Halken
- Christine Gjerulff